# アウトバーン 3
アウトバーン 3（ドイツ語: Bundesautobahn 3, BAB 3 または A 3）はドイツの高速道路、アウトバーンの一路線である。
北西のオランダ国境、エメリッヒ・アム・ライン付近から南東のオーストリア国境、パッサウ付近まで、778 kmの路線を持つ主要道路である。オランダとオーストリアを接続する国際道路のドイツ側区間である。オランダ側区間はデン・ハーグまで至る。
レーバークーゼンJCTからホイマーJCTまでの区間はケルン環状アウトバーンの一区間をなす。

## 概要
ドイツの第2の長さをほこるアウトバーン。ノルトライン＝ヴェストファーレン州のエルテン国境通過点でオランダのA12の継続として始まる。同州内ではライン川に沿いながらライン＝ルール都市圏をデュースブルクからケルンまで縦断する。オーバーハウゼンでA2と、ケルン附近でA1とA4と交差する。ケルンを経てからライン川から離れ、フランクフルト・アム・マイン方面に続く。ラインラント＝プファルツ州北部とヘッセン州南部を横断して、フランクフルトを中心とするライン＝マイン都市圏を横断する。フランクフルトでA5と交差する。バイエルン州をアシャフェンブルクからパッサウまで横断する。ヴュルツブルク付近でA7と、ニュルンベルク付近でA9とA6と交差する。パッサウ/ズーベン国境通過点でオーストリアに入り、オーストリアのA8として続く。
ヨーロッパの交通網において重要な路線の一つであり、複数の欧州自動車道路の一区間にもなる。それらはE34号線、E35号線、E41号線、E42号線、E44号線、E45号線、およびE56号線である。

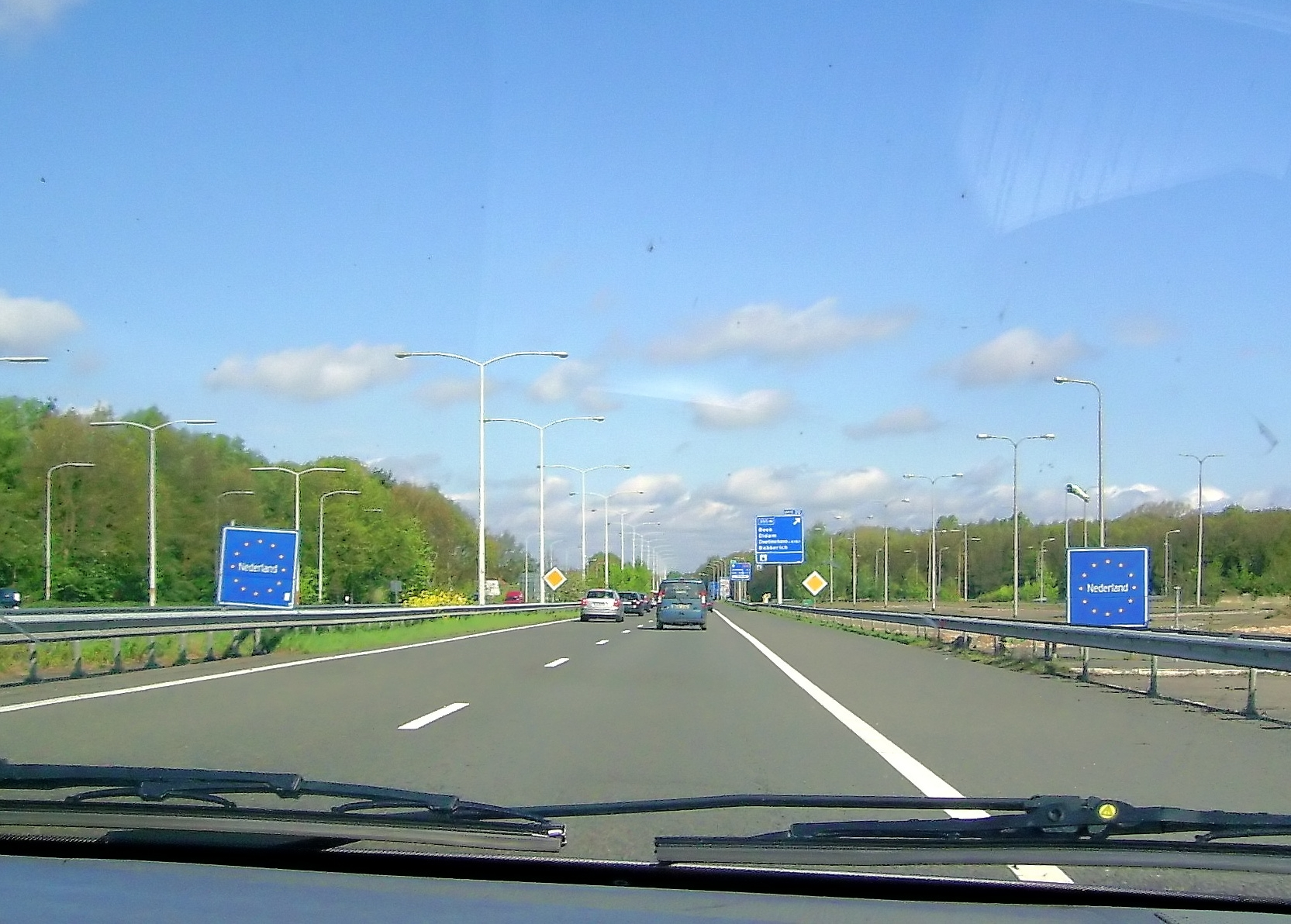
エルテン国境通過点、オランダ方面を覗く
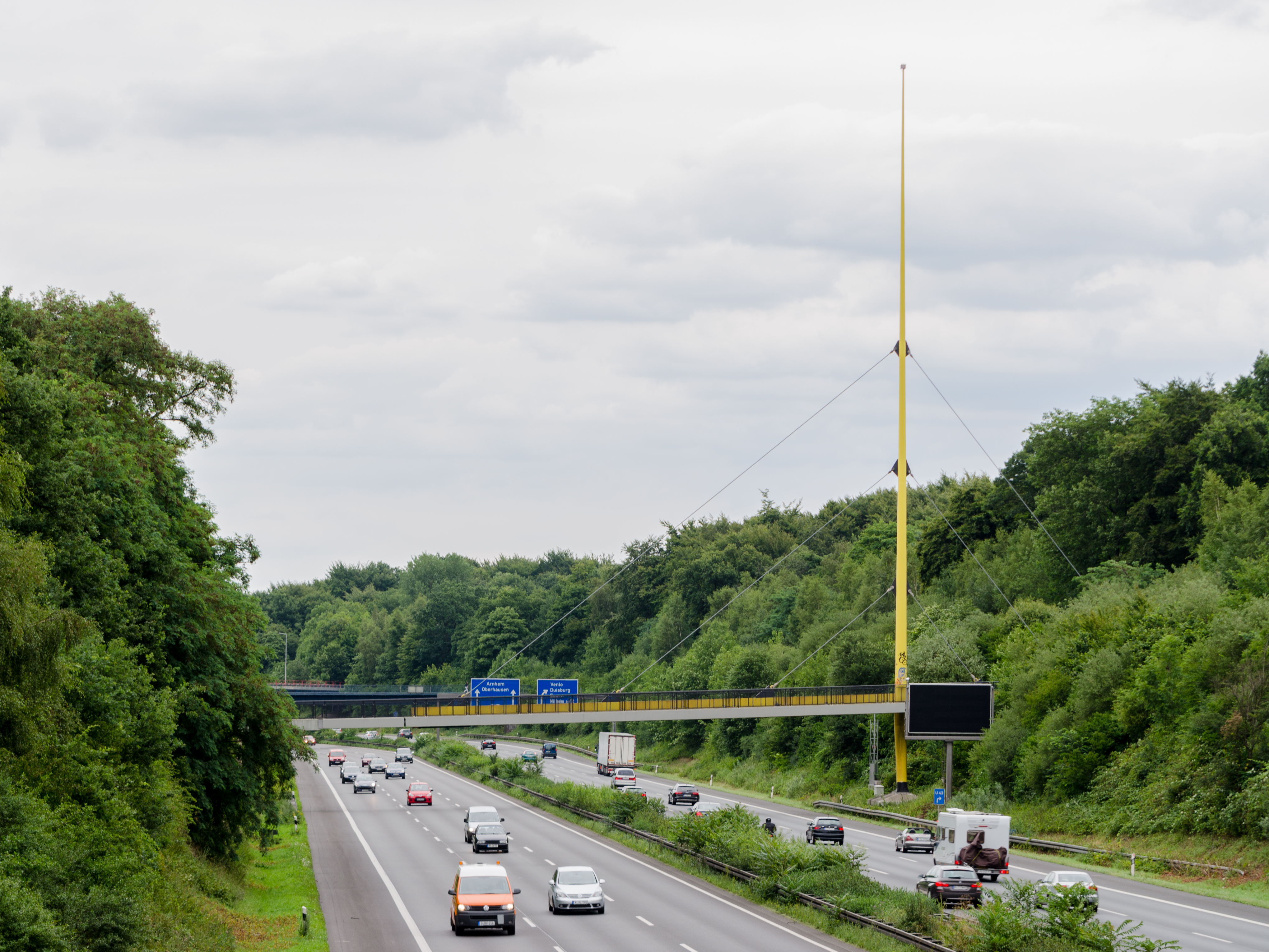
デュースブルク付近
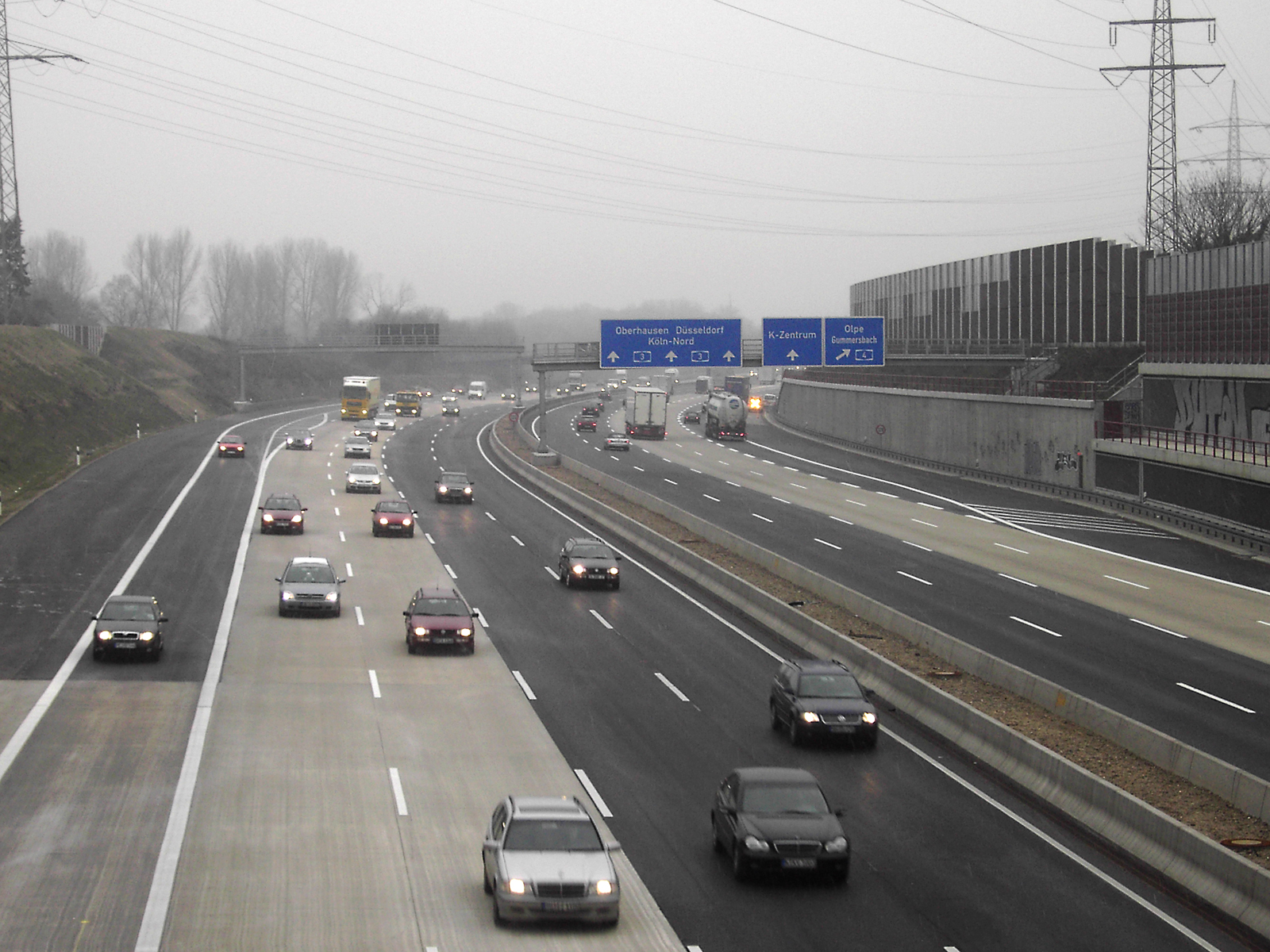
ケルン付近
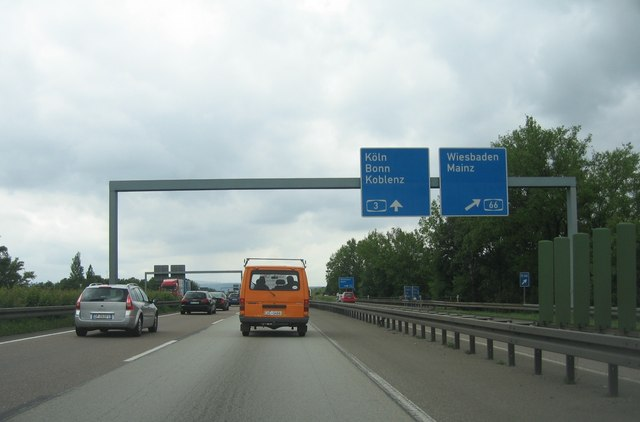
ヴィースバーデン付近
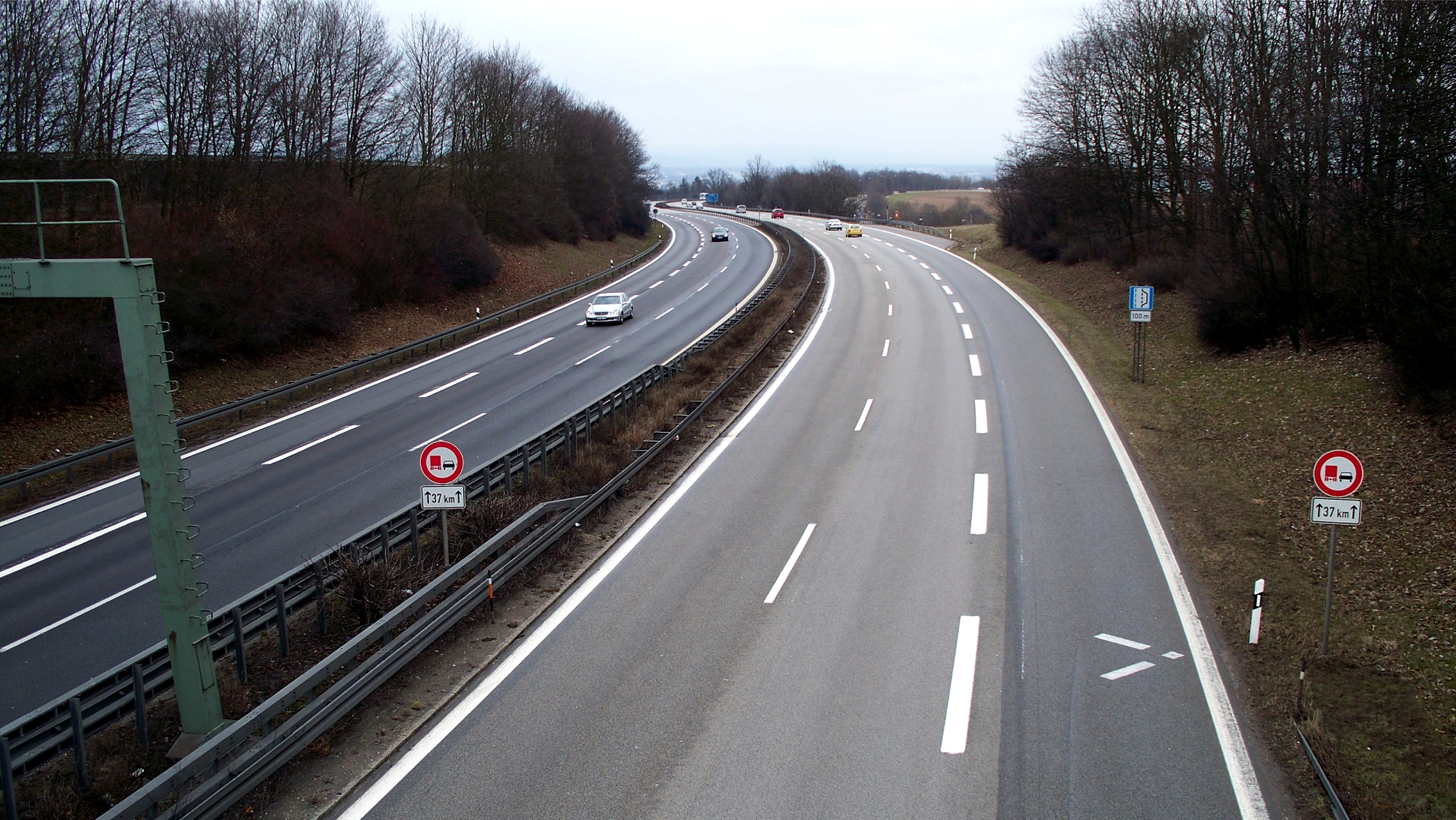
レーゲンスブルク付近
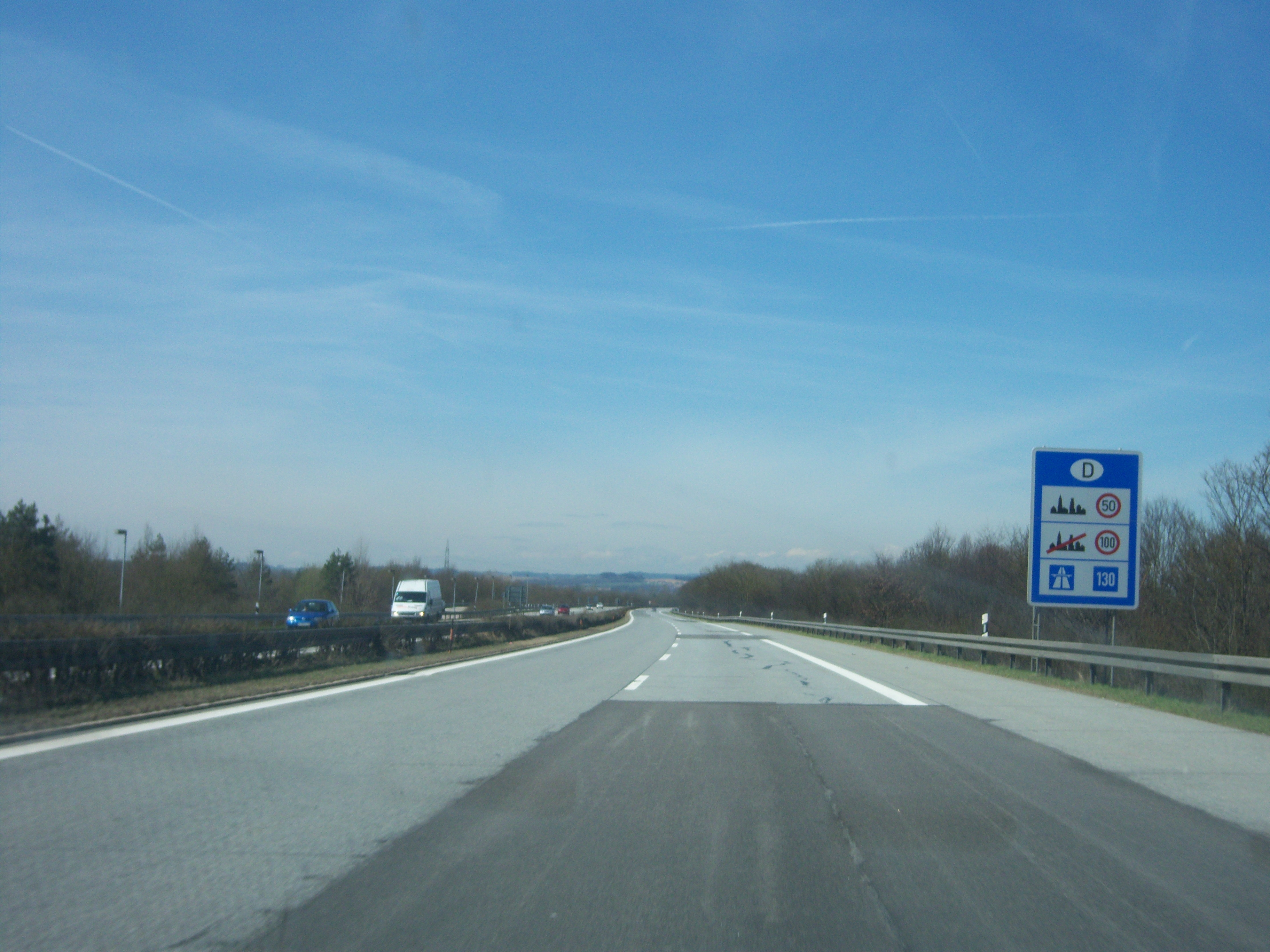
パッサウ/ズーベン国境通過点、ドイツ方面を覗く

## 行程
- 計画段階の新規インターチェンジおよびジャンクションは含まれていない。
- 接続路線名の特記がないものは州道または郡道。

| アウトバーン 3の行程一覧表 | アウトバーン 3の行程一覧表                   | アウトバーン 3の行程一覧表                                                    | アウトバーン 3の行程一覧表             | アウトバーン 3の行程一覧表          |
| IC 番号                    | 施設名                                       | 施設名                                                                        | 接続路線名                             | 州                                  |
| -------------------------- | -------------------------------------------- | ----------------------------------------------------------------------------- | -------------------------------------- | ----------------------------------- |
| 1                          | 欧州連合内国境                               | エルテン・アウトバーン国境通過点 (Grenzübergang Elten Autobahn)               | アーネム方面                           | ノルトライン＝ ヴェストファーレン州 |
| 2                          | インターチェンジ                             | エルテン                                                                      | --                                     | ノルトライン＝ ヴェストファーレン州 |
| 3a                         | インターチェンジ                             | エメリッヒ                                                                    | 連邦道路220号線                        | ノルトライン＝ ヴェストファーレン州 |
| 3b                         | インターチェンジ                             | エメリッヒ東                                                                  | --                                     | ノルトライン＝ ヴェストファーレン州 |
| 4                          | インターチェンジ                             | レース / ボッホルト                                                           | 連邦道路67号線                         | ノルトライン＝ ヴェストファーレン州 |
| 5                          | インターチェンジ                             | ハミンケルン / ボッホルト                                                     | 連邦道路473号線                        | ノルトライン＝ ヴェストファーレン州 |
| 6                          | インターチェンジ                             | ヴェーゼル                                                                    | 連邦道路58号線                         | ノルトライン＝ ヴェストファーレン州 |
| 7                          | インターチェンジ                             | ヒュンクセ                                                                    | --                                     | ノルトライン＝ ヴェストファーレン州 |
| 8                          | インターチェンジ                             | ディンスラーケン北                                                            | --                                     | ノルトライン＝ ヴェストファーレン州 |
| 9                          | インターチェンジ                             | ディンスラーケン南                                                            | 連邦道路8号線                          | ノルトライン＝ ヴェストファーレン州 |
| 10                         | ジャンクション                               | オーバーハウゼン交差点(Kreuz)                                                 | アウトバーン2号線 アウトバーン516号線  | ノルトライン＝ ヴェストファーレン州 |
| 11                         | インターチェンジ                             | オーバーハウゼン＝ホルテン                                                    | --                                     | ノルトライン＝ ヴェストファーレン州 |
| 12                         | ジャンクション                               | オーバーハウゼン西交差点(Kreuz)                                               | アウトバーン42号線                     | ノルトライン＝ ヴェストファーレン州 |
| 13                         | インターチェンジ                             | オーバーハウゼン＝リーリヒ                                                    | --                                     | ノルトライン＝ ヴェストファーレン州 |
| 14                         | ジャンクション                               | カイザーベルク交差点(Kreuz)                                                   | アウトバーン40号線                     | ノルトライン＝ ヴェストファーレン州 |
| 15                         | インターチェンジ                             | デュースブルク＝ヴェーダウ                                                    | --                                     | ノルトライン＝ ヴェストファーレン州 |
| 16                         | ジャンクション                               | ブライトシャイト交差点(Kreuz) Kreuz Breitscheid                               | アウトバーン52号線 アウトバーン524号線 | ノルトライン＝ ヴェストファーレン州 |
| 17                         | ジャンクション                               | ラーティンゲン東交差点(Kreuz)                                                 | アウトバーン44号線                     | ノルトライン＝ ヴェストファーレン州 |
| 18                         | インターチェンジ                             | メットマン                                                                    | 連邦道路7号線                          | ノルトライン＝ ヴェストファーレン州 |
| 19                         | ジャンクション                               | ヒルデン交差点 (Kreuz)                                                        | アウトバーン46号線                     | ノルトライン＝ ヴェストファーレン州 |
| 20                         | インターチェンジ                             | ゾーリンゲン                                                                  | 連邦道路229号線                        | ノルトライン＝ ヴェストファーレン州 |
| 21                         | ジャンクション                               | ランゲンフェルト交差点(Kreuz)                                                 | アウトバーン542号線                    | ノルトライン＝ ヴェストファーレン州 |
| 22                         | インターチェンジ                             | レーバークーゼン＝オップラーデン                                              | 連邦道路8号線                          | ノルトライン＝ ヴェストファーレン州 |
| 23                         | ジャンクション                               | レーバークーゼン交差点(Kreuz)                                                 | アウトバーン1号線                      | ノルトライン＝ ヴェストファーレン州 |
| 24                         | インターチェンジ                             | レーバークーゼン＝ツェントルム                                                | --                                     | ノルトライン＝ ヴェストファーレン州 |
| 25                         | インターチェンジ                             | ケルン＝ミュールハイム                                                        | 連邦道路51号線                         | ノルトライン＝ ヴェストファーレン州 |
| 26                         | インターチェンジ                             | ケルン＝デルブリュック                                                        | 連邦道路506号線                        | ノルトライン＝ ヴェストファーレン州 |
| 27                         | ジャンクション                               | ケルン東交差点(Kreuz)                                                         | アウトバーン4号線 連邦道路55a号線      | ノルトライン＝ ヴェストファーレン州 |
| 28                         | ジャンクション                               | ホイマー分岐点(Dreieck)                                                       | アウトバーン 4 アウトバーン59号線      | ノルトライン＝ ヴェストファーレン州 |
| 29                         | インターチェンジ                             | ケーニヒスフォルスト                                                          | --                                     | ノルトライン＝ ヴェストファーレン州 |
| 30a                        | インターチェンジ                             | レースラート                                                                  | --                                     | ノルトライン＝ ヴェストファーレン州 |
| 30b                        | インターチェンジ                             | ローマー北                                                                    | 連邦道路507号線                        | ノルトライン＝ ヴェストファーレン州 |
| 31                         | インターチェンジ                             | ローマー                                                                      | 連邦道路484号線                        | ノルトライン＝ ヴェストファーレン州 |
| 32                         | ジャンクション                               | ボン/ジークブルク交差点(Kreuz)                                                | アウトバーン560号線                    | ノルトライン＝ ヴェストファーレン州 |
| 33                         | インターチェンジ                             | ジーベンゲビルゲ                                                              | --                                     | ノルトライン＝ ヴェストファーレン州 |
| 34                         | インターチェンジ                             | バート・ホネフ/リンツ                                                         | --                                     | ノルトライン＝ ヴェストファーレン州 |
| 35                         | インターチェンジ                             | ノイシュタット/ヴィート                                                       | --                                     | ラインラント＝ プファルツ州         |
| 36                         | インターチェンジ                             | ノイヴィート                                                                  | 連邦道路256号線                        | ラインラント＝ プファルツ州         |
| 37                         | インターチェンジ                             | ディーアドルフ                                                                | 連邦道路413号線                        | ラインラント＝ プファルツ州         |
| 38                         | インターチェンジ                             | ランスバッハ＝バウムバッハ                                                    | --                                     | ラインラント＝ プファルツ州         |
| 39                         | ジャンクション                               | デルンバッハ分岐点(Dreieck)                                                   | アウトバーン48号線                     | ラインラント＝ プファルツ州         |
| 40                         | インターチェンジ                             | モンタバウアー                                                                | 連邦道路49号線 連邦道路255号線         | ラインラント＝ プファルツ州         |
| 41                         | インターチェンジ                             | ディーツ                                                                      | --                                     | ラインラント＝ プファルツ州         |
| 42                         | アウトバーン規格の連邦道路とのジャンクション | リンブルク北                                                                  | 連邦道路49号線 連邦道路54号線          | ヘッセン州                          |
| 43                         | インターチェンジ                             | リンブルク南                                                                  | 連邦道路8号線                          | ヘッセン州                          |
| 44                         | インターチェンジ                             | バート・カンベルク                                                            | --                                     | ヘッセン州                          |
| 45                         | インターチェンジ                             | イットシュタイン                                                              | 連邦道路275号線                        | ヘッセン州                          |
| 46                         | インターチェンジ                             | ヴィースバーデン/ニーダーンハウゼン                                           | 連邦道路455号線                        | ヘッセン州                          |
| 47                         | ジャンクション                               | ヴィースバーデン交差点(Kreuz)                                                 | アウトバーン66号線                     | ヘッセン州                          |
| 48                         | インターチェンジ                             | ラウンハイム                                                                  | 連邦道路43号線                         | ヘッセン州                          |
| 48                         | ジャンクション                               | メンヒホーフ分岐点(Dreieck)                                                   | アウトバーン67号線                     | ヘッセン州                          |
| 49                         | インターチェンジ                             | ケルスターバッハ                                                              | 連邦道路43号線                         | ヘッセン州                          |
| 50                         | インターチェンジ                             | フランクフルト交差点(Kreuz)                                                   | --                                     | ヘッセン州                          |
| 50                         | ジャンクション                               | フランクフルト交差点(Kreuz)                                                   | アウトバーン5号線 連邦道路43号線       | ヘッセン州                          |
| 51                         | インターチェンジ                             | フランクフルト南                                                              | 連邦道路43号線 連邦道路44号線          | ヘッセン州                          |
| 52                         | ジャンクション                               | オッフェンバッハ交差点(Kreuz)                                                 | アウトバーン661号線                    | ヘッセン州                          |
| 52                         | インターチェンジ                             | オッフェンバッハ南                                                            | 連邦道路3号線                          | ヘッセン州                          |
| 53                         | インターチェンジ                             | オーバーツハウゼン                                                            | --                                     | ヘッセン州                          |
| 54                         | インターチェンジ                             | ハーナウ                                                                      | 連邦道路45号線                         | ヘッセン州                          |
| 55                         | インターチェンジ                             | ゼーリゲンシュタット                                                          | --                                     | ヘッセン州                          |
| 56                         | ジャンクション                               | ゼーリゲンシュタット分岐点(Dreieck)                                           | アウトバーン45号線                     | ヘッセン州                          |
| 57                         | アウトバーン規格の連邦道路とのジャンクション | シュトックシュタット・アム・マイン交差点(Kreuz）                              | 連邦道路469号線                        | バイエルン州                        |
| 58                         | インターチェンジ                             | アシャッフェンブルク                                                          | 連邦道路8号線                          | バイエルン州                        |
| 59                         | インターチェンジ                             | アシャッフェンブルク東                                                        | 連邦道路26号線                         | バイエルン州                        |
| 60                         | インターチェンジ                             | ゴルトバッハ                                                                  | 連邦道路26号線                         | バイエルン州                        |
| 61                         | インターチェンジ                             | ヘスバッハ                                                                    | 連邦道路26号線                         | バイエルン州                        |
| 62                         | インターチェンジ                             | ベッセンバッハ/ヴァルトアシャッフ                                             | --                                     | バイエルン州                        |
| 63                         | インターチェンジ                             | ヴァイバースブルン                                                            | --                                     | バイエルン州                        |
| 64                         | インターチェンジ                             | ロールブルン Rohrbrunn                                                        | --                                     | バイエルン州                        |
| 65                         | インターチェンジ                             | マルクトハイデンフェルト Marktheidenfeld                                      | 連邦道路8号線                          | バイエルン州                        |
| 66                         | インターチェンジ                             | ヴェルトハイム/レングフルト Wertheim/Lengfurt                                 | --                                     | バーデン＝ ヴュルテンベルク州       |
| 67                         | インターチェンジ                             | ヘルムシュタット                                                              | 連邦道路468号線                        | バイエルン州                        |
| 68                         | ジャンクション                               | ヴュルツブルク西分岐点(Dreieck)                                               | アウトバーン81号線                     | バイエルン州                        |
| 69                         | インターチェンジ                             | ヴュルツブルク/キスト Würzburg/Kist                                           | 連邦道路27号線                         | バイエルン州                        |
| 70                         | インターチェンジ                             | ヴュルツブルク＝ハイディングスフェルト Würzburg-Heidingsfeld                  | 連邦道路19号線                         | バイエルン州                        |
| 71                         | インターチェンジ                             | ヴュルツブルク/ランダースアッカー Würzburg/Randersacker                       | 連邦道路13号線                         | バイエルン州                        |
| 72                         | インターチェンジ                             | ロッテンドルフ                                                                | 連邦道路8号線                          | バイエルン州                        |
| 73                         | ジャンクション                               | ビーベルリート交差点 Kreuz Bibelried                                          | アウトバーン7号線                      | バイエルン州                        |
| 74                         | インターチェンジ                             | キッツィンゲン/シュヴァルツバッハ Kitzingen/Schwarzach                        | 連邦道路22号線                         | バイエルン州                        |
| 75                         | インターチェンジ                             | ヴィーゼントハイト Wiesentheid                                                | 連邦道路286号線                        | バイエルン州                        |
| 76                         | インターチェンジ                             | ガイゼルヴィント Geiselwind                                                   | --                                     | バイエルン州                        |
| 77                         | インターチェンジ                             | シュリュッセルフェルト Schlüsselfeld                                          | --                                     | バイエルン州                        |
| 78                         | インターチェンジ                             | ヘーヒシュタット＝北 Höchstadt-Nord                                           | --                                     | バイエルン州                        |
| 79                         | インターチェンジ                             | ポマースフェルデン Pommersfelden                                              | 連邦道路505号線                        | バイエルン州                        |
| 80                         | インターチェンジ                             | ヘーヒシュタット＝東 Höchstadt-Ost                                            | --                                     | バイエルン州                        |
| 81                         | インターチェンジ                             | エアランゲン西                                                                | --                                     | バイエルン州                        |
| 82                         | インターチェンジ                             | エアランゲン＝フラウエンアウラッハ Erlangen-Frauenaurach                      | --                                     | バイエルン州                        |
| 83                         | ジャンクション                               | フュルト/エアランゲン交差点 Kreuz Fürth/Erlangen                              | アウトバーン73号線                     | バイエルン州                        |
| 84                         | アウトバーン規格の連邦道路とのジャンクション | エアランゲン＝テンネンローエ交差点 Kreuz Erlangen-Tennenlohe                  | 連邦道路4号線                          | バイエルン州                        |
| 85                         | インターチェンジ                             | ニュルンベルク北                                                              | 連邦道路2号線                          | バイエルン州                        |
| 86                         | インターチェンジ                             | ニュルンベルク＝ベーリンガースドルフ                                          | 連邦道路14号線                         | バイエルン州                        |
| 87                         | インターチェンジ                             | ニュルンベルク＝メーゲルドルフ                                                | --                                     | バイエルン州                        |
| 88                         | ジャンクション                               | ニュルンベルク交差点(Kreuz)                                                   | アウトバーン9号線                      | バイエルン州                        |
| 89                         | ジャンクション                               | アルトドルフ交差点 Kreuz Altdorf                                              | アウトバーン6号線                      | バイエルン州                        |
| 90                         | インターチェンジ                             | アルトドルフ/ブルクタン Altdorf/Burgthann                                     | --                                     | バイエルン州                        |
| 91                         | インターチェンジ                             | オーバーエールスバッハ Oberölsbach                                            | --                                     | バイエルン州                        |
| 92a                        | インターチェンジ                             | ノイマルクト・イン・デア・オーバープファルツ Neumarkt in der Oberpfalz        | 連邦道路299a号線                       | バイエルン州                        |
| 92b                        | インターチェンジ                             | ノイマルクト＝東 Neumarkt-Ost                                                 | --                                     | バイエルン州                        |
| 93                         | インターチェンジ                             | フェルブルク Velburg                                                          | --                                     | バイエルン州                        |
| 94                         | インターチェンジ                             | パースベルク Parsberg                                                         | --                                     | バイエルン州                        |
| 95                         | インターチェンジ                             | ベーラッツハウゼン Beratzhausen                                               | --                                     | バイエルン州                        |
| 96                         | インターチェンジ                             | ラーバー Laaber                                                               | --                                     | バイエルン州                        |
| 97                         | インターチェンジ                             | ニッテンドルフ Nittendorf                                                     | 連邦道路8号線                          | バイエルン州                        |
| 98                         | インターチェンジ                             | ジンツィング Sinzing                                                          | --                                     | バイエルン州                        |
| 99                         | ジャンクション                               | レーゲンスブルク交差点(Kreuz)                                                 | アウトバーン93号線                     | バイエルン州                        |
| 100a                       | インターチェンジ                             | レーゲンスブルク大学                                                          | --                                     | バイエルン州                        |
| 100b                       | インターチェンジ                             | レーゲンスブルク＝Burgweinting                                                | --                                     | バイエルン州                        |
| 101                        | インターチェンジ                             | レーゲンスブルク東                                                            | 連邦道路15号線                         | バイエルン州                        |
| 102                        | インターチェンジ                             | ノイトラウプリング Neutraubling                                               | --                                     | バイエルン州                        |
| 103                        | インターチェンジ                             | ローゼンホーフ Rosenhof                                                       | 連邦道路8号線                          | バイエルン州                        |
| 104a                       | インターチェンジ                             | ヴェルト・アン・デア・ドーナウ/ヴィーゼント Wörth an der Donau/Wiesent        | --                                     | バイエルン州                        |
| 104b                       | インターチェンジ                             | ヴェルト・アン・デア・ドーナウ＝東 Wörth an der Donau-Ost                     | --                                     | バイエルン州                        |
| 105                        | インターチェンジ                             | キルヒロート Kirchroth                                                        | --                                     | バイエルン州                        |
| 106                        | インターチェンジ                             | シュトラウビング Straubing                                                    | 連邦道路20号線                         | バイエルン州                        |
| 107                        | インターチェンジ                             | ボーゲン Bogen                                                                | --                                     | バイエルン州                        |
| 108                        | インターチェンジ                             | シュヴァルツァッハ Schwarzach                                                 | --                                     | バイエルン州                        |
| 109                        | インターチェンジ                             | メッテン Metten                                                               | --                                     | バイエルン州                        |
| 110                        | ジャンクション                               | デッゲンドルフ交差点 Kreuz Deggendorf                                         | アウトバーン92号線                     | バイエルン州                        |
| 111                        | インターチェンジ                             | ヘンガースベルク Hengersberg                                                  | 連邦道路533号線                        | バイエルン州                        |
| 112                        | インターチェンジ                             | イッゲンスバッハ Iggensbach                                                   | --                                     | バイエルン州                        |
| 113                        | インターチェンジ                             | ガーンハム/フィルスホーフェン Garham/Vilshofen                                | --                                     | バイエルン州                        |
| 114                        | インターチェンジ                             | アイッハ・フォアム・ヴァルト Aicha vorm Wald                                  | --                                     | バイエルン州                        |
| 115                        | インターチェンジ                             | パッサウ北                                                                    | --                                     | バイエルン州                        |
| 116                        | インターチェンジ                             | パッサウ中央                                                                  | 連邦道路12号線                         | バイエルン州                        |
| 117                        | インターチェンジ                             | パッサウ南                                                                    | --                                     | バイエルン州                        |
| 118                        | インターチェンジ                             | ポッキング Pocking                                                            | 連邦道路12号線 連邦道路512号線         | バイエルン州                        |
| 119                        | 欧州連合内国境                               | パッサウ/ズーベン・アウトバーン国境通過点 Grenzübergang Passau/Suben Autobahn | リンツ方面                             | バイエルン州                        |

## 歴史

### 1925年 - 1943年
エメリッヒからオーバーハウゼンまでの区間の建設は1936年から計画された。複数の工業団地を経由するため、路線の設定は難しかったが、建設は1939年7月に始まった。しかし、この建設は第二次世界大戦の影響で1940年7月に停止され、1942年5月から工事が最終的に放棄された。
ケルンからデュッセルドルフまでの区間はそれより早く1925年から計画された。プロイセン州のライン州行政区画連合（Provinzialverband der Rheinprovinz）が当該区間の路線を1929年に決定した後、建設は1931年に始まった。最初はオップラーデン（現レーバークーゼン市の地区）付近で2.5kmの長さの区間が建設され、1933年9月27日に開通した。
オーバーハウゼンからケルン経由でヴィースバーデンに至る路線は1940年まで断片的に建設された。ケルン＝ミュールハイムからメットマンまでの区間は1936年5月21日に開通された。ブライトシャイトからデュースブルク＝マイデリッヒまでの区間も同年に開通。翌年に現在にオーバーハウゼンJCTまでの延長が完成された。メットマンとブライトシャイトの間の路線も同年に完成された。
ケルンからヴィースバーデンまでの区間は1930年第半ばから建設された。ケルン＝ミュールハイムJCTからジークブルクまでの区間は1937年12月17日に開通した。1938年12月15日にジーベンゲビルゲICまでの区間が完成し、1939年9月20日にディアドルフICまでの区間も開通した。ヴィースバーデンJCTからリンブルク＝北ICまでの区間は1939年9月23日に開通した。ラーンタールブリュッケという渓谷横断橋は当時該当区間の最も建設が困難な建造物だったとされている。リンブルクとディアドルフの間の区間は1940年6月15日に完成された。ヴィースバーデン以南の路線は1938年から建設されたが、1943年初頭に戦争のため放棄された。
バイエルン州においての路線は、ニュルンベルクからレーゲンスブルクを経由してパッサウまでのアウトバーンが1937年から計画された。1942年までの建設放棄までエアランゲン付近からニュルンベルクJCTまでの区間だけ1941年に完成することができたが、レーゲンスブルク付近のドナウ川横断橋の建設も1942年まで始まった。

### 1950年 - 1984年
A 3路線の建設は1950年代に再開した。オーバーハウゼンとエメリッヒまでの区間は建設が1958年に再開された。オーバーハウゼンからヴェーゼルまでの区間は1961年に開通した。エルテン国境通過店からエメリッヒまでの7.2 kmの区間も同時期に建設された。この区間は1962年に完成された。オーバーハウゼンからオランダ国境までの区間は1965年に全線開通できた。
ヴィースバーデン以南の路線建設は1950年に再開されたヴァイルバッハまでの区間は1951年、フランクフルト＝南までの区間は1956年7月10日に開通された。同時にフランクフルト空港付近にA 5とのJCT（フランクフルトJCT）も建設され、戦後西ドイツ最初のアウトバーン交差点の建設であった。
フランクフルトからエアランゲンまでの区間（長さ214 km）の建設は9年間かかった。1959年12月15日にロールプルンまでの区間が開通された。その後、ヴュルツブルク＝西までの区間は1961年10月27日に、ニュルンベルクまでの区間は1964年11月26日に開通された。この区間の建設で工事作業員21人は労災に遭い、殉職した。
ニュルンベルク以南の路線の建設は1958年から再計画された。冷戦体制下で拡大されたホーエンフェルス演習場を迂回する必要が生じ、戦前の計画より異なる路線を設定することが必要になった。レーゲンスブルクまでの区間は1971年まで完成された。
デッゲンドルフからパッサウまでの区間は1968年から建設された。イッゲンスバッハまでの区間は1975年に、パッサウ＝北ICまでの区間は1978年に、パッサウ＝南ICまでの区間は1979年に、オーストリア国境までの区間は1983年に開通した。
レーゲンスブルクからデッゲンドルフまでの区間は最も遅く完成された。建設は1970年代末から実施された。開通は1984年に行なわれ、A 3全線開通が果たされた。なお、ドイツ・アウトバーンのナンバリング制度は1975年に導入された。その時から本線がA 3となっている。

### 1992年の改革
ドイツのIC番号制度は1992年に導入された。A 3のIC番号はオランダ国境で始まり、オーストリア国境で終わる。119番まで数えられ、ICとJCTの数が100個を超える長い路線の一つである。なお、1992年の改革でA 2の起点は新たにオーバーハウゼンJCTに設定された。A 2はその前にオランダ国境に起点を置いていたが、該当区間は1992年からA 40の最西端区間とされている。オーバーハウゼンJCTとカイザーベルクJCTの間の区間は当時までA 2とA 3の共同区間であったが、前者の起点再設定後A 3だけの区間となった。